# گاردن گروو (فلوریدا)
گاردن گروو (به انگلیسی: Garden Grove) یک منطقهٔ مسکونی در ایالات متحده آمریکا است که در فلوریدا واقع شده‌است. گاردن گروو ۲٫۵۷ کیلومتر مربع مساحت و ۶۷۴ نفر جمعیت دارد و ۲۸٫۹۶ متر بالاتر از سطح دریا واقع شده‌است.